# Bélokapi
Bélokapi est une société de production d'animation française fondée en 1968 et disparue en 1988.
Son nom est formé à partir des patronymes des fondateurs : Bettiol, Lonati, Karlof et Pichon.

## Les productions et coproductions

### Séries d'animation
- 1972 La Linea
- 1974 Chapi Chapo
- 1979 Les Aventures de Plume d’Élan
- 1985 Robostory
- 1986 Le Croc-Note Show
- 1987 Alex

### Séquences d'animation
- 1969 Pépin la bulle
- 1976 Le Cramti
- 1976 Albert et Barnabé
- 1976 Le Jardinier Antoine
- 1976 Trajectoires
- 1976 Variations
- 1977 La Noiraude
- 1982 Amstram Gram
- 1982 Les Engrenages
- 1982 Les Viratatoums
- 1983 M Le Martien
- 1984 Les Contes du Singe Bleu
- 1986 Mr. Roger

### Émissions d'animation
- 1974 - 1982 L'Île aux enfants